# Scombridae
Los escómbridos (Scombridae) son una familia de peces perciformes. Incluye a los atunes y bonitos, algunas de las más importantes y familiares especies de peces alimenticios. Hay 55 especies en 15 géneros.
Presentan dos aletas dorsales, y una serie de pequeñas aletas accesorias o «pinnas» entre las aletas anal y segunda dorsal y la aleta caudal que está fuertemente ahorquillada y es rígida. La primera aleta dorsal y las aletas pélvicas están normalmente retraídas dentro de cavidades del cuerpo. La longitud varía entre especies: de 20 cm en la caballa isleña a casi 4 metros y medio, registrado en un inmenso atún de aleta azul.
Los escómbridos suelen ser depredadores de mar abierto y se encuentran en aguas tropicales y templadas de todo el mundo. Son capaces de alcanzar una velocidad considerable gracias a su cuerpo aerodinámico y sus aletas retráctiles. Algunos miembros de la familia, en particular los atunes, destacan por ser parcialmente endotérmicos (de sangre caliente), una característica que también les ayuda a mantener una gran velocidad y actividad. Otras adaptaciones incluyen una gran cantidad de músculo rojo, que les permite mantener la actividad durante largos periodos. Los escómbridos como el atún de aleta amarilla pueden alcanzar velocidades de 22 km/h (14 mph).
Algunos miembros de la familia, particularmente los atunes, son notables por ser homeotermos, es decir, mantienen su temperatura corporal dentro de unos límites, independientemente de la temperatura ambiental.

## Características
El cuerpo es alargado y fusiforme, moderadamente comprimido en algunos géneros. La nariz es puntiaguda, con premaxilares en forma de pico, independientes de los huesos nasales, que están separados por el hueso etmoidal. La boca es grande, con dientes colocados en mandíbulas de fuerza variable. No hay caninos verdaderos, y el paladar y la lengua pueden llevar dientes. Las dos aletas dorsales están separadas y contenidas en surcos con 5-12 aletas pequeñas detrás de la segunda aleta dorsal y la aleta anal. La primera aleta dorsal lleva de 9 a 27 radios blandos, que comienzan bastante por detrás de la cabeza. 
Las aletas pectorales son altas en el cuerpo. Las aletas pélvicas son de tamaño pequeño a mediano, con seis radios blandos, situadas debajo de las aletas pectorales. La aleta caudal está profundamente bifurcada y sostenida por radios caudales que cubren completamente la placa hipural. Al menos dos pequeñas quillas están presentes a cada lado de la base de la aleta caudal, con una quilla más grande entrando en el pedúnculo caudal en las especies más evolucionadas. La línea lateral es simple, y hay de 31 a 66 vértebras.  El cuerpo está cubierto de escamas más o menos pequeñas o de una corteza escamosa desarrollada (la zona situada detrás de la cabeza y alrededor de las aletas pectorales está cubierta de escamas grandes) y el resto del cuerpo está desnudo o cubierto de escamas diminutas. Las membranas branquiales no están conectadas a un istmo. El género Thunnus y sus parientes cercanos tienen un sistema vascular especializado para el intercambio de calor.
Son principalmente depredadores epipelágicos rápidos y potentes. Algunas especies se acercan a las aguas costeras, otras viven lejos de la costa. Las caballas (Scomber y Rastrelliger) filtran el plancton con sus largos rastrillos branquiales. La caballa, el bonito y el atún se alimentan de presas más grandes, como peces pequeños, crustáceos y calamares. Los principales depredadores de los escómbridos más pequeños son otros peces depredadores, en particular el atún y la aguja. Todos se reproducen sexualmente y la mayoría muestran poco o ningún dimorfismo sexual. Las hembras de muchas especies alcanzan tamaños mayores que los machos. La mayoría de las especies se reproducen en aguas tropicales y subtropicales, a menudo costeras. Los huevos son pelágicos y las larvas planctónicas.
Una característica distintiva de la familia es el anillo óseo alrededor de los ojos. La caballa tiene dos aletas dorsales, las cuales se pueden plegar en un surco especial en la espalda. Entre las aletas dorsal y caudal hay una serie de aletas más pequeñas para ayudar a evitar los remolinos cuando se mueve rápidamente. La aleta caudal está ampliamente bifurcada. El cuerpo está cubierto con pequeñas escamas o desnudo en la espalda. En la parte anterior, grandes escamas forman una concha. La línea lateral es curvada u ondulada, a veces con ramas transversales. Las aletas pectorales están situadas en lo alto, las aletas pélvicas están en el pecho, con una espina y 5 radios. Hay entre 31 y 66 vértebras.
El tamaño de los representantes de la familia varía de 20 cm a más de 4,5 m. Las caballas son depredadores que viven en mar abierto. Al cazar, pueden desarrollar una gran velocidad. Los huevos y las larvas se encuentran solo cerca de las costas.
Algunas especies de caballa tienen una temperatura corporal ligeramente más alta que el agua circundante. Además, en estas especies, las branquias han crecido junto con dispositivos de filtro durante la evolución y están más inmóviles.

## Clasificación
En la clasificación de Nelson 2006 se incluye a la familia Scombridae como parte del Orden Perciformes, en el suborden Scombroidei, mientras que en la clasificación de Betancur-Rodriguez et al. se le incluye en un nuevo orden, los Scombriformes 
Jordan, Evermann & Clark (1930) dividen estos peces en las cuatro familias Cybiidae, Katsuwonidae, Scombridae, y Thunnidae, pero aquí se seguirá la opinión de la base de datos de peces «FishBase» al colocarlos en la única familia Scombridae.
Hay unas cincuenta especies en 14 géneros:
- Subfamilia Gasterochismatinae
  - Género Gasterochisma
    - Gasterochisma melampus (John Richardson, 1845) - Gastoro o Atún chauchera/o.

- Subfamilia Scombrinae
  - Tribu Sardini
    - Género Cybiosarda
      - Cybiosarda elegans (Whitley, 1935) - Bonito

- -     - Género Gymnosarda

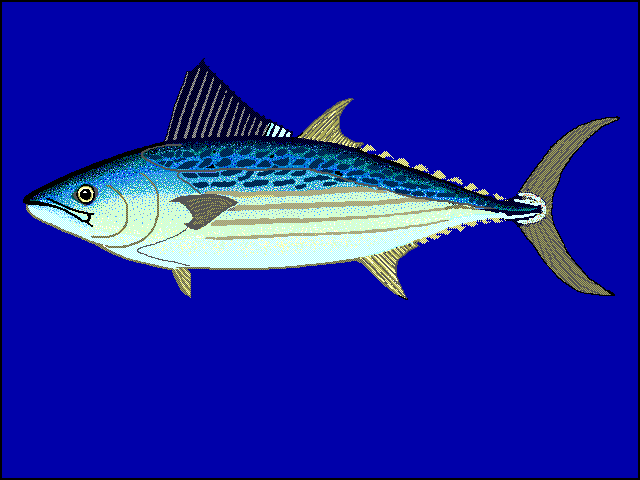
Cybiosarda elegans, bonito.

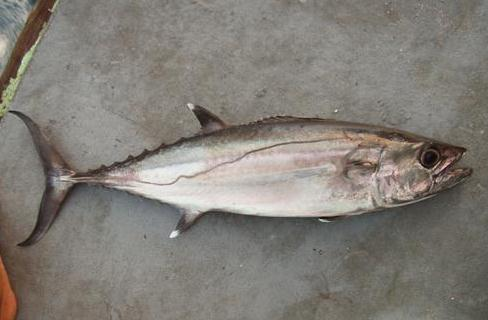
Gymnosarda unicolor, pescado en Maldivas.

- -     -       - Gymnosarda unicolor (Rüppell, 1836)

    - Género Orcynopsis
      - Orcynopsis unicolor (É.Geoffroy, 1817)

    - Género Sarda

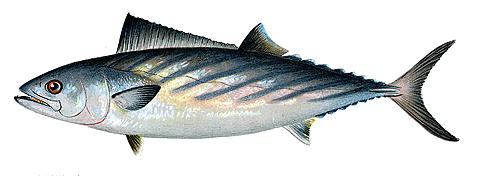
Sarda sarda.

- -     -       - Sarda australis (Macleay, 1881)
      - Sarda chiliensis chiliensis (Cuvier, 1832)
      - Sarda chiliensis lineolata (Girard, 1858)
      - Sarda orientalis (Temminck y Schlegel, 1844)
      - Sarda sarda (Bloch, 1793) - Bonito

  - Tribu Scomberomorini
    - Género Acanthocybium
      - Acanthocybium solandri (Cuvier, 1832) - Peto, Guajo.

    - Género Grammatorcynus
      - Grammatorcynus bicarinatus (Quoy y Gaimard, 1825)
      - Grammatorcynus bilineatus (Rüppell, 1836)

    - Género Rastrelliger
      - Rastrelliger brachysoma (Bleeker, 1851)
      - Rastrelliger faughni (Matsui, 1967)
      - Rastrelliger kanagurta (Cuvier, 1816)

    - Género Scomber

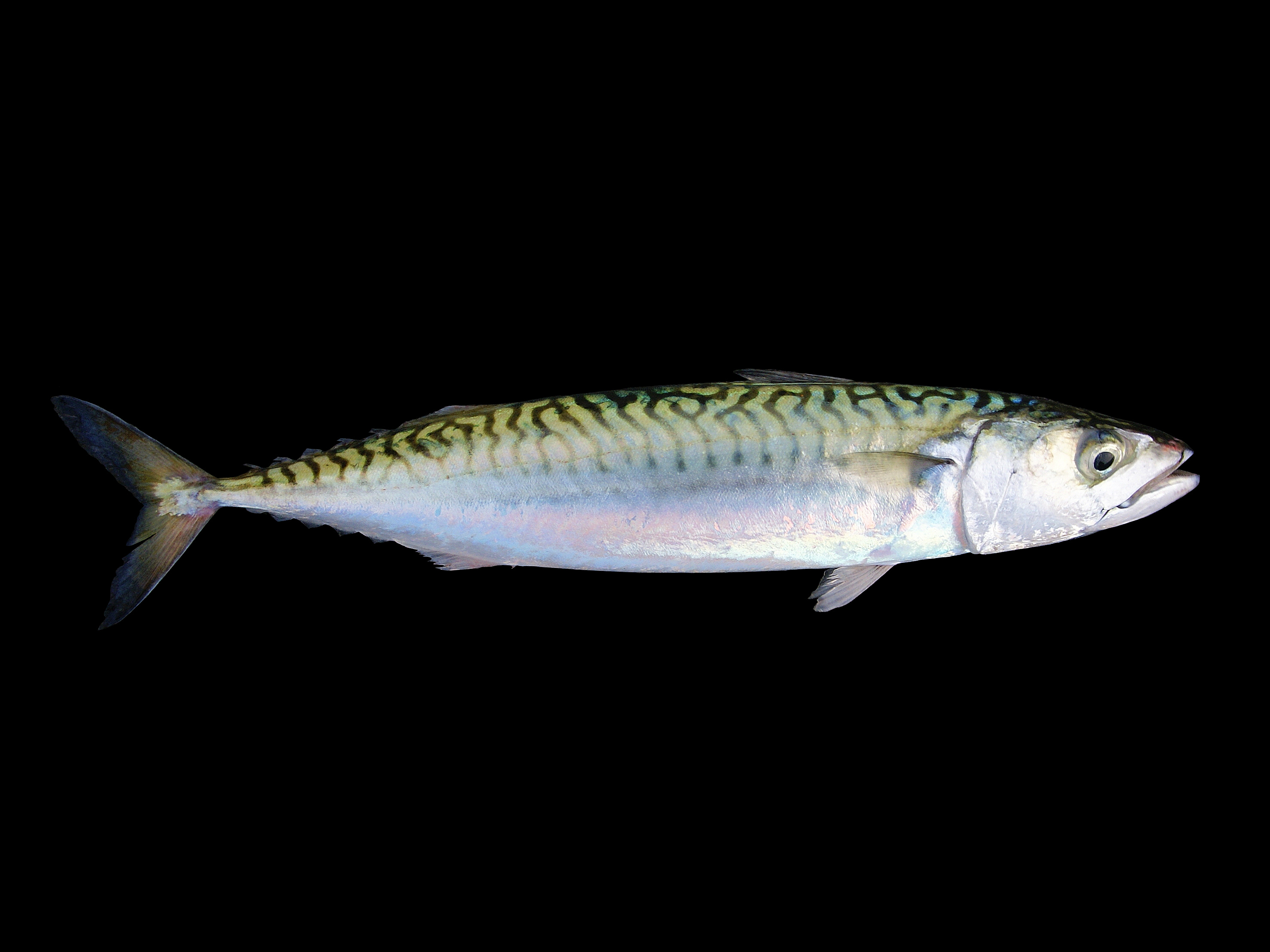
Scomber scombrus, caballa

- -     -       - Scomber australasicus (Cuvier, 1832)
      - Scomber colias (Gmelin, 1789)
      - Scomber japonicus (Houttuyn, 1782) - Estornino
      - Scomber scombrus (Linnaeus, 1758) - Caballa

    - Género Scomberomorus
      - Scomberomorus brasiliensis (Collette, Russo y Zavala-Camin, 1978)
      - Scomberomorus cavalla (Cuvier, 1829)
      - Scomberomorus commerson (Lacépède, 1800)
      - Scomberomorus concolor (Lockington, 1879)
      - Scomberomorus guttatus (Bloch y Schneider, 1801)
      - Scomberomorus koreanus (Kishinouye, 1915)
      - Scomberomorus lineolatus (Cuvier, 1829)
      - Scomberomorus maculatus (Couch, 1832) - Carite
      - Scomberomorus multiradiatus (Munro, 1964)
      - Scomberomorus munroi (Collette y Russo, 1980)
      - Scomberomorus niphonius (Cuvier, 1832)
      - Scomberomorus plurilineatus (Fourmanoir, 1966)
      - Scomberomorus queenslandicus (Munro, 1943)
      - Scomberomorus regalis (Bloch, 1793)
      - Scomberomorus semifasciatus (Macleay, 1883)
      - Scomberomorus sierra (Jordan y Starks, 1895)
      - Scomberomorus sinensis (Lacépède, 1800)
      - Scomberomorus tritor (Cuvier, 1832)

  - Tribu Thunnini
    - Género Allothunnus
      - Allothunnus fallai (Serventy, 1948) - Atún lanzón.

    - Género Auxis

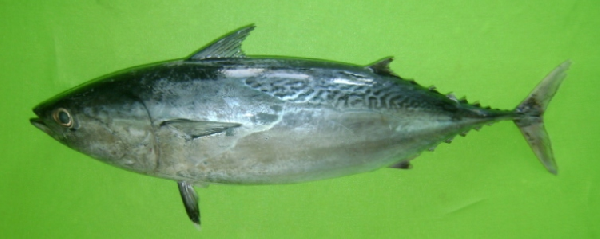
Auxis thazard, pescado en Pakistán.

- -     -       - Auxis rochei eudorax (Collette y Aadland, 1996) - Melva
      - Auxis rochei rochei (Rafinesque, 1810) - Melvera.
      - Auxis thazard brachydorax (Collette y Aadland, 1996) - Japuta
      - Auxis thazard thazard ((Lacépède, 1800) - Melva

    - Género Euthynnus
      - Euthynnus affinis (Cantor, 1849) - Barrilete o Bacoreta oriental.
      - Euthynnus alletteratus (Rafinesque, 1810) - Atún pequeño o Bacoreta.
      - Euthynnus lineatus (Kishinouye, 1920) - Barrilete o Bacoreta negra.

    - Género Katsuwonus
      - Katsuwonus pelamis (Linnaeus, 1758) - Listado, Bonito de altura.

    - Género Thunnus

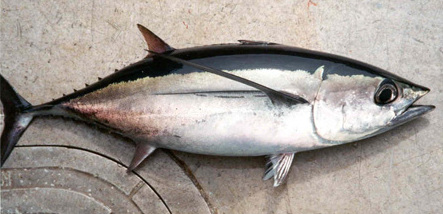
Thunnus alalunga.

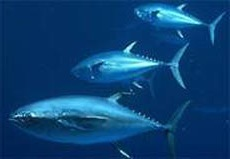
Thunnus thynnus.

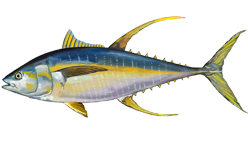
Thunnus albacares, Atún de aleta amarilla.

- -     -       - Thunnus alalunga (Bonnaterre, 1788) - Albacora, Atún blanco o Bonito del Norte.
      - Thunnus albacares (Bonnaterre, 1788)
      - Thunnus atlanticus (Lesson, 1831)
      - Thunnus maccoyii (Castelnau, 1872)
      - Thunnus obesus (Lowe, 1839)
      - Thunnus orientalis (Temminck y Schlegel, 1844)
      - Thunnus thynnus (Linnaeus, 1758) - Atún
      - Thunnus tonggol (Bleeker, 1851)

## Pesca
La pesca de las especies de Scombridae es un componente importante de la pesca mundial, con un valor económico sustancial y una dinámica de mercado compleja. 
La familia Scombridae contribuye significativamente a las pesquerías globales, tanto en volumen como en valor económico, siendo países como China, Indonesia y Japón los principales actores en la pesca de atunes y caballas. Las prácticas de gestión sostenible y las adaptaciones del mercado son cruciales para garantizar la viabilidad y rentabilidad de estas pesquerías a largo plazo.
La siguiente Tabla indica para las especies de mayor interés comercial el volumen de captura anual (2023), las zonas de pesca, los países que pescan la especie, los métodos de pesca utilizados.
| Especie                                  | Volumen global (millones de ton por año) | Zonas pesqueras                                                               | Países que pescan                                            | Métodos de pesca                          |
| ---------------------------------------- | ---------------------------------------- | ----------------------------------------------------------------------------- | ------------------------------------------------------------ | ----------------------------------------- |
| Bonito (Katsuwonus pelamis)              | 2.5 a 3                                  | Océano Pacífico Occidental y Central y Océano Índico                          | Japón, Indonesia, Filipinas, España, Taiwán, Estados Unidos. | Redes de cerco, cañas y palangres.        |
| Atún blanco (Thunnus albacares)          | 1.5                                      | Océano Pacífico Occidental y Central, Océano Índico, Océano Atlántico         | Japón, Indonesia, Filipinas, España, Taiwán, Francia         | Redes de cerco, cañas y palangres.        |
| Atún de ojos grandes (Thunnus obesus)    | 0,4 a 0,5                                | Océano Pacífico, Océano Índico, Océano Atlántico                              | Japón, Indonesia, España, Taiwán, Corea del Sur              | Redes de cerco y palangres.               |
| Atún aleta larga (Thunnus alalunga)      | 0,25 a 0,3                               | Océano Pacífico, Océano Índico, Océano Atlántico, Mar Mediterráneo            | Japón, España, Estados Unidos, Taiwán, Francia               | Palangre, curricán, caña y sedal.         |
| Atún rojo (Thunnus thynnus)              | 0,06 a 0,07                              | Océano Pacífico Occidental, Océano Atlántico Norte, Mar Mediterráneo          | Japón, España, Estados Unidos, Italia, México                | Red de cerco, palangre, caña y carrete.   |
| Caballa del Atlántico (Scomber scombrus) | 1,0                                      | Océano Atlántico Norte (Atlántico noreste)                                    | Noruega, Islandia, Reino Unido, Rusia, Dinamarca             | Red de cerco, pesca de arrastre pelágico. |
| Caballa del Pacífico (Scomber japonicus) | 1,5 a 2                                  | Océano Pacífico Occidental, Océano Atlántico Noreste, Océano Pacífico sureste | Japón, China, Perú, Chile, Corea del Sur                     | Red de cerco, pesca de arrastre pelágico. |
| Bonito del Pacífico (Sarda chiliensis)   | 0,1 a 0,2                                | Océano Pacífico Oriental                                                      | Méjico, Estados Unidos, Perú, Chile                          | Red de cerco, curricán.                   |